# كتاب هنري
كتاب هنري (بالإنجليزية: The Book of Henry)‏ هو فيلم دراما أمريكي، من إخراج كولين تريفورو، وتوزيع فوكس فيتشرز. الفيلم من بطولة نعومي واتس وجايدن مارتيل وجيكوب تريمبلاي وساره سلفرمان. عرض الفيلم في مهرجان لوس أنجلوس السينمائي في 14 يونيو 2017، وفي دور السينما في 17 يونيو، وتلقى نقد سلبي من النقاد.

## القصة
أم عزباء تقوم بتربية ولديّها، وتدرك مع الوقت أن أحدهما عبقري بعد اكتشافها الكتاب الذي كتبه واضعًا فيه خطة لتجنب الفظائع التي حدثت بالمنزل المجاور، وبينما تحاول سوزان تنفيذ هذه الخطة، تكتشف بنفسها قوى جديدة كوالدة

## طاقم التمثيل
جايدن مارتيل بدور هنري كاربنتر. (الشخصية الرئيسية).
نعومي واتس بدور سوزان كاربنتر. (أم هنري).
جيكوب تريمبلاي بدور بيتر كاربنتر (أخ هنري).
مادي زيلغر بدور كريستينا سيكلمان.
دين نوريس بدور غلين سيكلمان.
سارة سلفرمان بدور شيلا.

## الإنتاج

### التصوير
صوّر الفيلم في مدينة نيويورك، وكان John Schwartzman مديرًا لتصوير الفيلم.

### الموسيقى
موسيقى الفيلم التصويرية من تلحين مايكل جاكينو.

## وصلات خارجية
- كتاب هنري على موقع IMDb (الإنجليزية)
- كتاب هنري على موقع ميتاكريتيك (الإنجليزية)
- كتاب هنري على موقع روتن توميتوز (الإنجليزية)
- كتاب هنري على موقع ألو سيني (الفرنسية)
- كتاب هنري على موقع Turner Classic Movies (الإنجليزية)
- كتاب هنري على موقع بوكس أوفيس موجو (الإنجليزية)
- كتاب هنري على موقع فيلمافينيتي (الإسبانية)
- كتاب هنري على موقع قاعدة بيانات الفيلم (الإنجليزية)
- كتاب هنري على موقع ليتربوكسد (الإنجليزية)
- كتاب هنري على موقع كينوبويسك (الروسية)